# Цепко Іван Григорович
Іван Григорович Цепко (11 вересня 1899, с. Коршилівка, Австро-Угорщина — 28 жовтня 1922, с. Голігради, Польща) — український військовик, громадсько-політичний діяч.

## Життєпис
Навчався в гімназії у м. Тернопіль.
Від 1918 — в УГА; у січні 1920 перейшов у ЧА. 30 березня 1920 року вступив у ВКП(б). Учасник 1-ї конференції галицьких і буковинських комуністів (23 квітня 1920, м. Київ), делегат 5-ї конференції КП(б)У, учасник 2-го конгресу 3-го Комінтерну. Воював у 45-й стрілецькій дивізії 14-ї армії, секретар партбюро 402-го стрілецького полку.
Від 1922 — на партійній роботі в Радянській Україні. Восени того ж року таємно повернувся в Галичину, де зі Степаном Мельничуком та Петром Шереметою очолив партизанський загін «Червона дванадцятка», який у с. Мишків (нині Чортківського району), знищив кандидата до сейму А. Березовського. Загинув у бою з польськими жандармами.
Образ висвітлений у творах Володимира Вихруща, І. Германського, Мирослава Ірчана, П. Ковальчука та інших письменників.